# Nadzwyczajny Jubileusz Miłosierdzia
Nadzwyczajny Jubileusz Miłosierdzia (Rok Miłosierdzia) – w Kościele katolickim Rok Jubileuszowy, który rozpoczął się 8 grudnia 2015 (Niepokalane Poczęcie NMP) roku, a zakończył się 20 listopada 2016 (Uroczystość Jezusa Chrystusa, Króla Wszechświata). Otwarcie Jubileuszu Miłosierdzia przypadło w 50. rocznicę zakończenia Soboru Watykańskiego II. 
Jubileusz ogłosił papież Franciszek 13 marca 2015, w 2. rocznicę swojego wyboru, w czasie homilii podczas nabożeństwa pokutnego w bazylice św. Piotra w Watykanie. Uroczyste ogłoszenie Roku Miłosierdzia nastąpiło 11 kwietnia 2015 w bulli Misericordiae vultus (Twarz miłosierdzia).
8 grudnia 2015 odbyła się uroczysta Eucharystia na placu św. Piotra. Punktem kulminacyjnym rozpoczęcia obchodów jubileuszu Roku Miłosierdzia było otworzenie Drzwi Świętych w bazylice św. Piotra przez papieża Franciszka. W tym wydarzeniu uczestniczył papież senior Benedykt XVI.
Rok Miłosierdzia miał przypominać całemu światu istotę orędzia Chrystusa: Bóg przebacza każde zło, jeśli tylko Go o to poprosimy. Jubileusz ten podkreślał, że Bóg jest nieskończonym dobrem, a Jezus ofiarował swoje życie za ludzkość. Motto tego roku, Miłosierni jak Ojciec (Łk 6,36), zachęcało do naśladowania Boga, aby przekonywać ludzi o Jego dobroci.
W czasie tego nadzwyczajnego roku odbyły się Światowe Dni Młodzieży w Krakowie poświęcone orędziu św. Faustyny, głoszonemu przez Jana Pawła II.